# 潢川县
32°8′46″N 115°8′17″E / 32.14611°N 115.13806°E
潢川县，古为光州，位于中国河南省东南部、淮河南岸、大别山北麓。民国二年3月1日，中华民国国务院批准改光州为潢川县，之前作为光州称谓沿用1200年。境内潢河穿城而过，分城区为南北两城。光州建城始于黄国，潢川县隆古乡有全国重点文物保护单位——春秋时期的黄国都城遗址，而黄国被认为是江夏黄姓的源头。县人民政府駐定城街道跃进东路25号。

## 历史

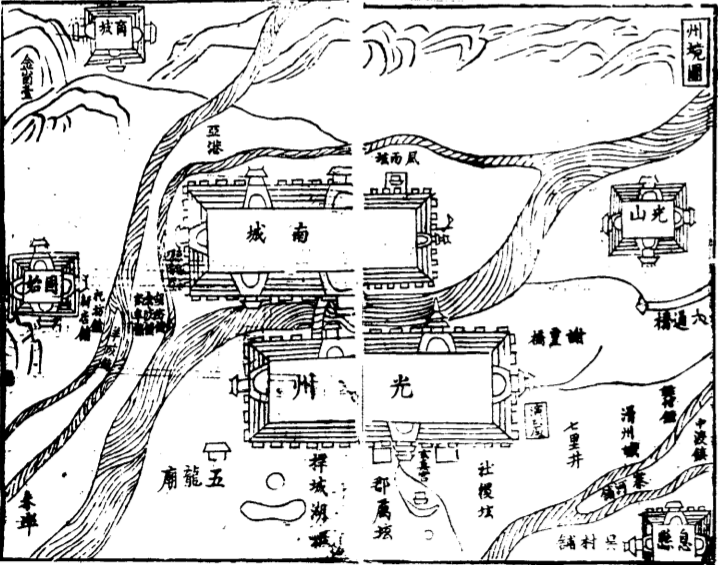
顺治年间光州全境地图

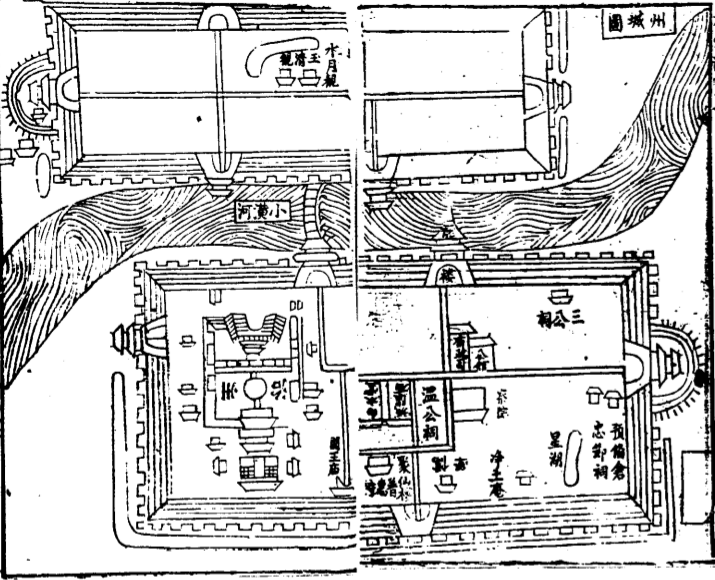
顺治年间光州治所地图

### 上古
据《禹贡》载，光州为扬州之域。春秋时为黄国，距离县城西北5公里有黄国故城遗址，土夯结构保存完好，高度5-7米，经历2000余年屹立不倒。是中华黄姓发源地。战国春申君黄歇故里。鲁僖公十二年（公元前648年），楚灭黄，黄地入楚。秦并诸侯，分全国为36郡，今潢川地属九江郡。

### 古代
西汉初（公元前206年）置弋阳县，隶汝南郡；东汉初（公元前26年）改弋阳为弋阳侯国，仍隶汝南郡。三国时期，魏文帝黄初元年置弋阳郡，弋阳县为郡治所。
北齐武平元年（570年），更名定城县，仍为弋阳郡治所（今潢川南城）；陈宣帝十一年（579年）北周攻占定城，改弋阳郡为淮南郡，定城为郡治。
隋开皇三年（583年）废淮南郡，直属光州。大业三年（607）光州改为弋阳郡，定城属之。唐武德三年（620年）改弋阳郡为光州，另置弦州，定城为治所；貞觀元年（627年）废弦州。定城属光州。太极元年（712年）光州州治由光山迁至定城。天宝元年（742年）改光州为弋阳郡；乾元元年（758年）复为光州。
宋宣和元年（1119年）光州改为光山军，不久又为光州，绍兴二十八年（1158年）为避金朝太子完颜光英讳，改光州为蒋州。定城均为州郡治。嘉熙元年（1237年）兵乱，光州徙治金刚台。元至元十年（1273年）置光州招讨司，三十年光州改为汝宁府。定城为治所。
明洪武元年（1368年）省定城县入光州。四年光州属中都临濠（音háo）府（治今安徽省凤阳县），十三年仍属汝宁府。清雍正二年（1724年）升光州为直隶州。

### 近现代
民国初，废府州设道尹。民国二年（1913年）光州改为潢川县，属豫南道（1914年改豫南道为汝阳道）；1928年5月河南省境划为14个行政区，潢川为第十三行政区治所。1932年8月成立河南省第九区行政督察专员公署，署治潢川。1934年4月署治曾迁至经扶，旋即返潢。
1949年1月31日潢川解放，潢川县人民民主政府和鄂豫区二专署同迁县城设治，5月撤消鄂豫区所辖一、二专署，合并为潢川专署，属河南省人民政府，辖潢川、光山、固始、息县、商城、罗山、新县7县，潢川县人民民主政府改为潢川县人民政府；1952年10月，信阳、潢川两专署合并，潢川县隶属信阳专区。1970年属信阳地区。1998年6月9日开始，属信阳市至今未变。
信阳市十三五规划纲要提出支持加快潢川、光山一体化发展。

## 人口
根據第七次人口普查數據，截至2020年11月1日零時，潢川縣常住人口為63.67萬人。

## 地理
潢川地处大别山侧洪积扇向淮北平原过渡地带，地质结构属淮阳古陆边缘的一部分，地貌为剥蚀侵蚀类型，地势南高北低，略向东北倾斜。境内淮凤岗、七里岗、黄寺岗与寨河、潢河、白露河、春河相间分布，淮河沿县北侧东流，南部为低山丘陵，面积占11.4%中北部为垄岗，面积占65.7%沿河为平原洼地，面积占22.9%。土壤类型多种多样，共有三个土类、7个亚类、17个土属、61个土种，其中水稻土占68%，黄棕壤土占26.4%，潮土占5.6%。
潢川水资源年均总量73.47亿立方米，地表径流占7.9%、地下水占1.3%、过境水占87.9%。县域内有高等植物247科839种，脊椎动物3类30目295种，有国家二级保护动物13种、省重点保护动物18种。潢川位于亚热带北部的边缘，为亚热带向暖温带过渡的季风气候。年均日照时数2092小时，太阳辐射量118.25千卡/平方厘米，无霜期226天，全年平均温度15.3℃，年均降雨量1039毫米。

## 政治

### 行政区划
潢川县辖4个街道办事处、9个镇、8个乡、1个国有农场和1个经济技术开发区：

春申街道、定城街道、弋阳街道、老城街道、双柳树镇、伞陂镇、卜塔集镇、仁和镇、付店镇、踅孜镇、桃林铺镇、黄寺岗镇、江家集镇、传流店乡、魏岗乡、张集乡、来龙乡、隆古乡、谈店乡、上油岗乡、白店乡、黄湖农场和河南省潢川经济技术开发区。

### 历届领导
- 中国共产党潢川县第十三届委员会

## 交通
潢川区位优势独特，交通通讯发达。位于鄂、豫、皖三省交界的“黄金”地带。 312国道、 106国道， 沪陕高速和 大广高速分别在县城交汇，县际交通便利，离豫南大部分县区均在1.5小时公路车程内。
国家西气东输支线工程经过潢川，并设中心气站；京九和沪乌光缆交汇潢川，开通了10万门程控电话和移动通讯。具有沟通南北，承东启西的独特交通、通讯中枢条件。

### 铁路

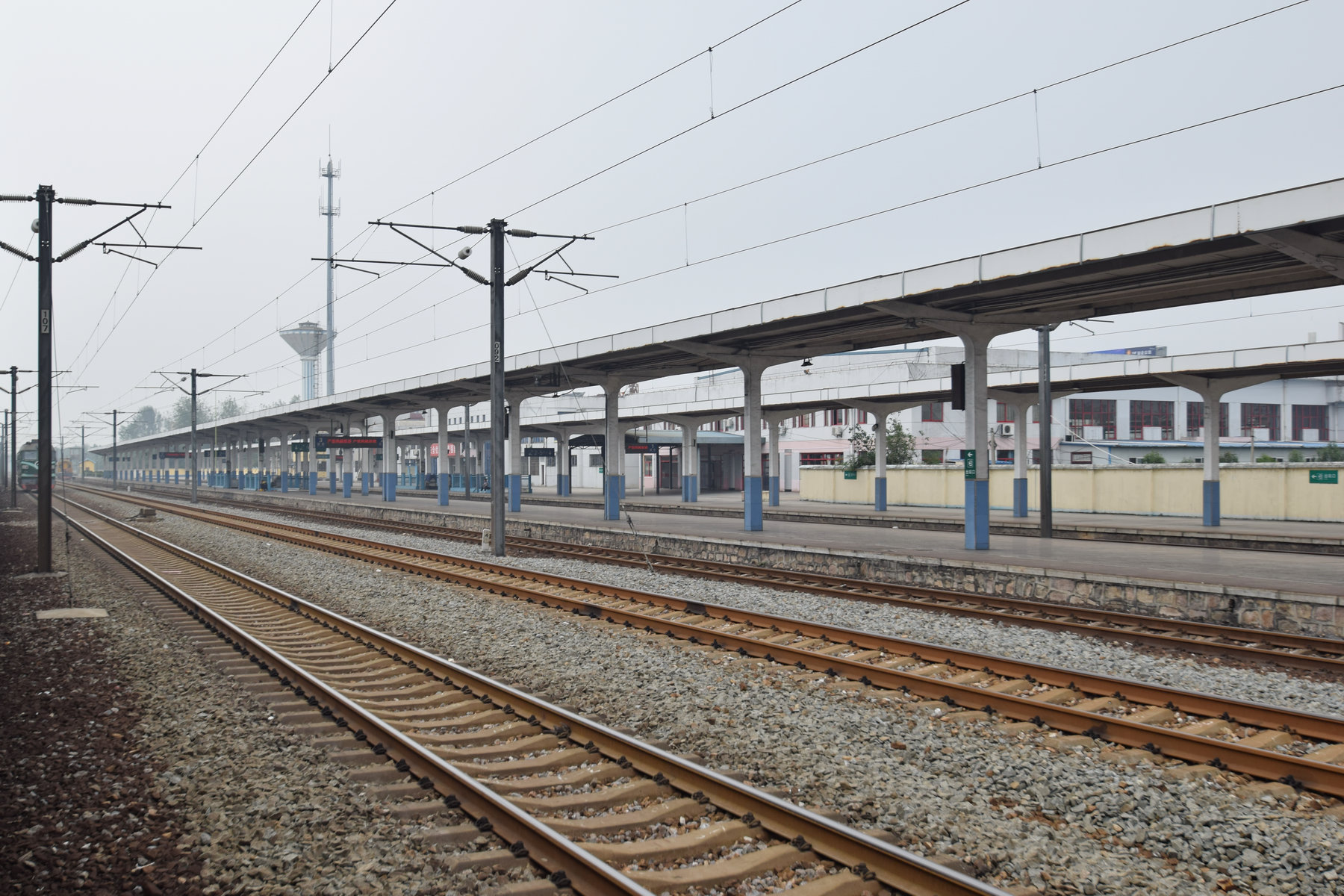
潢川火车站

潢川还是河南7个重要铁路枢纽中唯一的县。宁西、京九两条国家铁路交汇于此，为潢川县域经济的发展提供了重要的机遇和基础。潢川火车站现为国家二等车站。河南省已规划衡潢铁路（河北衡水至河南潢川）濮潢段（河南濮阳至潢川）。

## 经济
潢川县是中国首批商品粮基地县，盛产稻米、小麦、油菜、红麻、水产、畜禽、花卉、茶叶等。甲鱼年产35万公斤，鸭养殖量达2400万只，居世界第—；花卉面积5万多亩，有200多个属类，是全国花木示范基地县。工业形成轻纺、机电、食品、化工、建材、饲料等六大工业体系。

## 教育

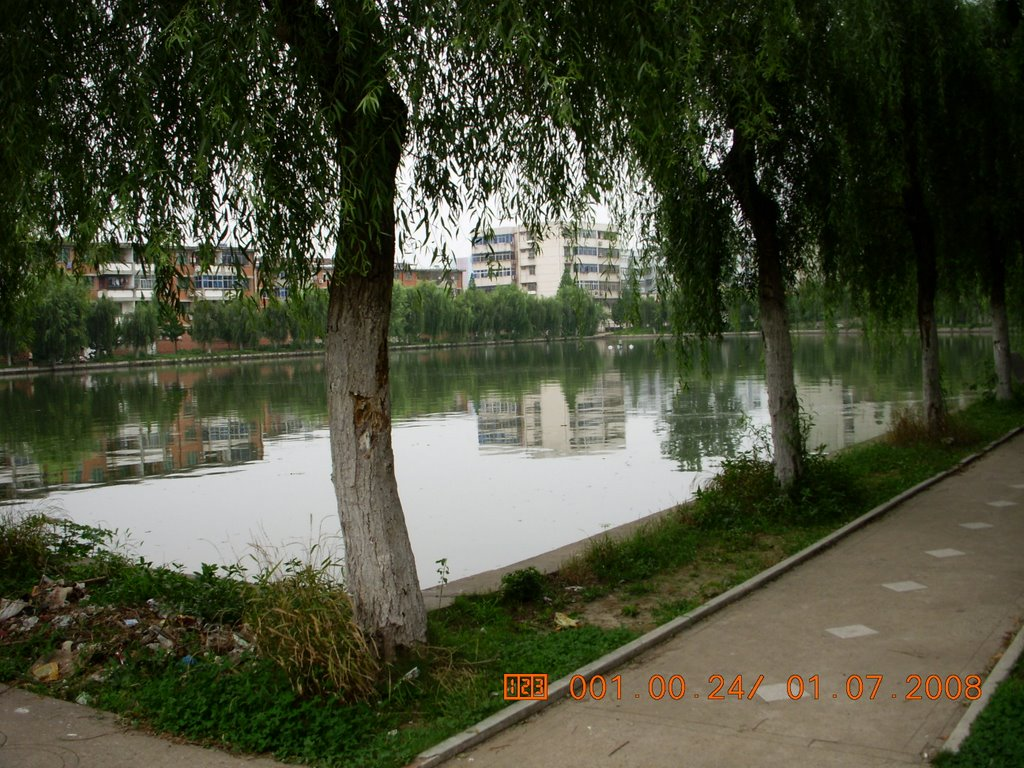
潢师碧湖

### 大学
- 河南中医药大学（潢川校区）
- 信阳师范学院理工学院
- 信阳艺术职业学院（潢川南校区）

### 中专
- 河南省潢川幼儿师范学校
- 信阳工业学校
- 潢川第一职业高中
- 潢川职业中等专业学校（原二职高）

### 高中
- 河南省潢川高级中学
- 潢川第一中学
- 信阳市第二实验高中
- 信阳市第七实验高中
- 潢川第五中学
- 双柳高中（完中）

### 初中
- 潢川一中
- 潢川二中
- 潢川三中
- 潢川四中
- 潢川五中
- 潢川实验中学
- 潢川启明中学
- 潢川振华学校
- 潢川县伞坡镇中学

## 特产
潢川甲鱼、潢川金桂：中国地理标志产品。